# Västasiatiska mästerskapet i fotboll
Västasiatiska mästerskapet i fotboll är en regional turnering för AFC:s västasiatiska landslag. Spelas vartannat år.

## Nationer
- Bahrain
- Förenade arabemiraten
- Irak
- Iran (2001–2014)
- Jemen
- Jordanien
- Kuwait
- Libanon
- Oman
- Palestina
- Qatar
- Saudiarabien
- Syrien

## Resultat
| År   | Värdnation            | Vinnare | Tvåa      | Trea               | Fyra      |
| ---- | --------------------- | ------- | --------- | ------------------ | --------- |
| 2000 | Jordanien             | Iran    | Syrien    | Irak               | Jordanien |
| 2002 | Syrien                | Irak    | Jordanien | Iran               | Syrien    |
| 2004 | Iran                  | Iran    | Syrien    | Jordanien          | Irak      |
| 2007 | Jordanien             | Iran    | Irak      | Jordanien · Syrien |           |
| 2008 | Iran                  | Iran    | Jordanien | Qatar · Syrien     |           |
| 2010 | Jordanien             | Kuwait  | Iran      | Irak · Jemen       |           |
| 2012 | Kuwait                | Syrien  | Irak      | Oman               | Bahrain   |
| 2013 | Qatar                 | Qatar   | Jordanien | Bahrain            | Kuwait    |
| 2019 | Irak                  | Bahrain | Irak      |                    |           |
| 2023 | Förenade arabemiraten |         |           |                    |           |